# Dirichletsche L-Funktion
Unter Dirichletschen L-Funktionen versteht man eine Familie spezieller mathematischer Funktionen, die in der analytischen Zahlentheorie, einem Teilgebiet der Mathematik, eine wichtige Rolle spielen. Ihr Namensgeber Peter Gustav Lejeune Dirichlet verwendete sie erstmals beim Beweis des sog. Dirichletschen Primzahlsatzes. Bezeichnet werden sie üblicherweise mit dem Symbol {\displaystyle L(s,\chi )}, wobei {\displaystyle \chi } ein Dirichlet-Charakter und {\displaystyle s} eine komplexe Zahl ist.
Für Werte {\displaystyle s\in \mathbb {C} } mit Realteil größer als 1 sind alle Dirichletschen L-Funktionen über eine Dirichlet-Reihe definiert – nämlich die Dirichlet erzeugte Funktion von {\displaystyle \chi (n)}. Ist der Charakter zudem nicht-prinzipal, d. h., er nimmt auch Werte außer 0 und 1 in den ganzen Zahlen an, gilt die Reihendarstellung sogar für Werte mit positivem Realteil. Mittels analytischer Fortsetzung kann {\displaystyle L(s,\chi )} zu einer auf {\displaystyle \mathbb {C} \setminus \{1\}} holomorphen Funktion ausgeweitet werden, wobei im Falle eines Hauptcharakters in {\displaystyle s=1} ein Pol erster Ordnung vorliegt. In allen anderen Fällen ist sogar eine ganze Fortsetzung möglich. Die {\displaystyle L(s,\chi )} erfüllen wichtige Funktionalgleichungen.
Bedeutsam für die Zahlentheorie ist, dass aufgrund der vollständigen Multiplikativität der Charaktere jede Dirichletsche L-Funktion in ein Euler-Produkt entwickelt werden kann. Dies liefert die entscheidenden Informationen und Anwendungen auf die Theorie der Primzahlen und gab Dirichlet die Mittel zum Beweis des Dirichletschen Primzahlsatzes. 
Das Verhalten der Dirichletschen L-Funktionen gilt in den Bereichen {\displaystyle \operatorname {Re} (s)\geq 1} und {\displaystyle \operatorname {Re} (s)\leq 0} als weitgehend verstanden. Jedoch sind ihre Eigenschaften innerhalb des kritischen Streifens {\displaystyle 0<\operatorname {Re} (s)<1} weitestgehend unbekannt und Gegenstand bedeutender Vermutungen. Dies betrifft unter anderem die Fragen nach asymptotischem Wachstum in imaginärer Richtung und der für die Zahlentheorie so wichtigen Nullstellenverteilungen. Nach heutigem Wissensstand beschreiben die Dirichletschen L-Funktionen im Streifen {\displaystyle 1/2<\operatorname {Re} (s)<1} im Wesentlichen Chaos. Anwendungsgebiete sind die Wahrscheinlichkeitstheorie und die Theorie der automorphen Formen (insbesondere im Feld des Langlands-Programms).
Aus Sicht der algebraischen Zahlentheorie sind die Dirichletschen L-Funktionen nur ein Spezialfall einer ganzen Klasse sogenannter L-Funktionen. So bilden Produkte dieser Funktionen Dedekindsche Zeta-Funktionen zu abelschen Erweiterungen. Wichtige Spezialfälle dirichletscher L-Funktionen sind die Riemannsche Zeta-Funktion und die Dirichletsche Beta-Funktion.

## Motivation
Im Zentrum der Zahlentheorie, jenes Zweiges der Mathematik, der sich mit den Eigenschaften der natürlichen Zahlen 1, 2, 3, 4 … beschäftigt, stehen die Primzahlen 2, 3, 5, 7, 11 … . Diese sind ausgezeichnet durch die Eigenschaft, genau zwei Teiler zu haben, nämlich die 1 und sich selbst. Die 1 ist keine Primzahl. Bereits Euklid konnte zeigen, dass es unendlich viele Primzahlen gibt, weshalb die Liste 2, 3, 5, 7, 11 … niemals enden wird.
Die Primzahlen sind gewissermaßen die Atome der ganzen Zahlen, da sich jede positive ganze Zahl eindeutig multiplikativ in solche zerlegen lässt. Zum Beispiel gilt 21 = 3 · 7 und 110 = 2 · 5 · 11. Trotz dieser elementaren Eigenschaft ist nach mehreren Jahrtausenden Mathematikgeschichte bis heute kein einfaches Muster bekannt, dem sich die Primzahlen in ihrer Folge unterwerfen. Ihre Natur ist eine der bedeutendsten offenen Fragen der Mathematik.
Auch wenn das detaillierte Verständnis der Sequenz 2, 3, 5, 7, 11 … unerreichbar fern ist, kann man gewisse Fragestellungen mit heutigen Methoden gut beantworten. Dies betrifft zum Beispiel Verallgemeinerungen des euklidischen Satzes über die Unendlichkeit der Primzahlen. Sind gewisse Teilmengen der Menge aller Primzahlen unendlich, so folgt der Satz von Euklid. Man kann zum Beispiel fragen, ob es unendlich viele Primzahlen {\displaystyle p} gibt mit der Eigenschaft, dass {\displaystyle p-1} durch 4 teilbar ist. Die ersten dieser Primzahlen sind 5, 13, 17, 29, 37, 41, … Dirichlet konnte als Konsequenz des Dirichletschen Primzahlsatzes zeigen, dass auch diese Liste niemals endet. Darüber hinaus enthalten alle Listen der Form {\displaystyle (ak+b)_{k=0,1,2,3,\dotsc }=b,a+b,2a+b,3a+b,\dotsc } unendlich viele Primzahlen, so lange {\displaystyle a} und {\displaystyle b} außer 1 keine gemeinsamen positiven Teiler haben. Dementsprechend enthält auch die Liste 7, 10007, 20007, 30007, 40007, … mit a=10000 und b=7 unendlich viele Primzahlen, die ersten sind 7, 10007, 90007, 180007, 240007, 250007, …
Für den Beweis dieser Unendlichkeitsaussagen sind die Dirichletschen L-Funktionen von Nutzen, da die zugehörigen mathematischen Charaktere dazu dienen können, alle entsprechenden Primzahlen „abzuzählen“. Bei dieser Zählung kommt ein unendlich großer Wert heraus und das komplettiert den Beweis.
Die Primzahlen sind nicht nur Gegenstand der mathematischen Grundlagenforschung, sondern haben auch praktische Anwendungen. So kommen beispielsweise bei Kryptosystemen wie der RSA-Verschlüsselung sehr große Primzahlen zum Einsatz.

## Definition und elementare Darstellungsformen

### Dirichlet-Reihe
Zu jedem Dirichlet-Charakter {\displaystyle \chi } kann eine Dirichletsche L-Funktion definiert werden. Diese ist dann gegeben durch die Dirichlet-Reihe 
{\displaystyle L(s,\chi )=\sum _{n=1}^{\infty }{\frac {\chi (n)}{n^{s}}}.}
Man kann zeigen, dass diese Reihe im Falle eines nicht-prinzipalen Charakters {\displaystyle \chi } für alle komplexen Werte {\displaystyle s} mit positivem Realteil konvergiert. Falls vorhanden, ist die Konvergenz im Streifen {\displaystyle 0<\operatorname {Re} (s)\leq 1} bedingt. In jedem Fall liegt absolute Konvergenz für {\displaystyle \operatorname {Re} (s)>1} vor. 
Trotz dieser Einschränkungen wird die Dirichlet-Reihe aufgrund ihrer Einfachheit und ihrer zahlentheoretischen Relevanz (siehe Euler-Produkt) als Basisdefinition verwendet. Mittels analytischer Fortsetzung (siehe unten) wird eine sinnvolle Berechnung für alle komplexen Zahlen {\displaystyle s} (ggf. mit {\displaystyle s\neq 1}) möglich. 

### Euler-Produkt
Dirichlet-Charaktere {\displaystyle \chi } sind vollständig multiplikativ – es gilt für alle Zahlen {\displaystyle n,m\in \mathbb {Z} }: {\displaystyle \chi (nm)=\chi (n)\chi (m).} Aus dieser Tatsache folgt, dass sich die Funktion {\displaystyle L(s,\chi )} im Bereich der absoluten Konvergenz der Dirichlet-Reihe, also genau für {\displaystyle \operatorname {Re} (s)>1}, in ein Euler-Produkt entwickeln lässt: 
{\displaystyle L(s,\chi )=\prod _{p\,\mathrm {Primzahl} }{\frac {1}{1-\chi (p)p^{-s}}}.}
Diese Darstellung ist für die Zahlentheorie von Bedeutung. Obwohl manche der L-Funktionen sogar für Wert {\displaystyle \mathrm {Re} (s)>0} konvergieren, gilt dies für das Euler-Produkt in keinem Fall im gesamten Bereich {\displaystyle \mathrm {Re} (s)\leq 1}, da keine absolute Konvergenz der Dirichlet-Reihe vorliegt. Für die Produktbildung muss jedoch die Reihenfolge der Summanden vertauschbar sein. 

### Primitive Charaktere
Die Theorie der Dirichletschen L-Funktionen zu beliebigen Charakteren reduziert sich auf die Theorie zu primitiven Charakteren. Ist ein Charakter {\displaystyle \chi } modulo {\displaystyle m} durch ein {\displaystyle \chi _{1}} modulo {\displaystyle m_{1}} induziert, so folgt über die Euler-Produkte:
{\displaystyle L(s,\chi )=L(s,\chi _{1})\prod _{p|m}(1-\chi _{1}(p)p^{-s}).}
Bei dem hinteren Faktor handelt es sich um ein endliches Produkt sehr einfach zu kontrollierender Dirichlet-Reihen, weshalb wichtige Fragen wie analytische Fortsetzbarkeit oder Nullstellen nur für den primitiven Fall beantwortet werden müssen.

### Analytische Fortsetzung

#### Für Hauptcharaktere
Für Hauptcharaktere {\displaystyle \chi } modulo {\displaystyle m} lässt sich die Problematik mit 
{\displaystyle L(s,\chi )=\zeta (s)\prod _{p|m}(1-p^{-s})}
auf die Riemannschen Zeta-Funktion zurück führen. Dabei wird benutzt, dass der endliche Faktor hinten eine ganze Funktion darstellt. Es ergibt sich, dass sich {\displaystyle L(s,\chi )} zu einer in ganz {\displaystyle \mathbb {C} \setminus \{1\}} holomorphen Funktion mit einfachem Pol in {\displaystyle s=1} ausweiten lässt. 

#### Keine Hauptcharaktere
Ist {\displaystyle \chi } kein Hauptcharakter, so konvergiert die Reihe {\displaystyle \textstyle \sum {\frac {\chi (n)}{n^{s}}}} nur für Werte {\displaystyle \operatorname {Re} (s)>0}. Die anfänglich nur für komplexe Zahlen mit positivem Realteil definierten Dirichletschen L-Funktionen (zu nicht-prinzipalen Charakteren) können zu in ganz {\displaystyle \mathbb {C} } holomorphen Funktionen ausgeweitet werden. Diese Tatsache mag zunächst ungewöhnlich wirken, da ihre Dirichlet-Reihen an vielen Stellen nicht mehr konvergieren können: die Ausdrücke {\displaystyle \textstyle {\frac {\chi (n)}{n^{s}}}} bilden für Werte {\displaystyle s} mit nicht-positivem Realteil keine Nullfolge, weshalb das notwendige Kriterium für die Konvergenz einer Reihe verletzt ist. Tatsächlich aber stehen diese Reihen nicht überall für die Definition der Dirichletschen L-Funktionen zur Verfügung.
Eine analytische Fortsetzung der im Gebiet {\displaystyle H:=\{s\in \mathbb {C} \mid \operatorname {Re} (s)>0\}} durch die Reihe {\displaystyle \textstyle \sum {\frac {\chi (n)}{n^{s}}}} definierten holomorphen Funktion ist eine auf einem größeren Gebiet {\displaystyle H\subsetneq D} holomorphe Funktion, die auf ganz {\displaystyle H} mit dieser übereinstimmt. Nach dem Identitätssatz für holomorphe Funktionen ist eine solche Fortsetzung stets eindeutig bestimmt. Damit sind alle Werte der Funktion {\displaystyle L(s,\chi )} im erweiterten Bereich {\displaystyle D} bereits durch die Dirichlet-Reihe festgelegt, obwohl sie hier nicht mehr an allen Stellen konvergiert.

## Funktionalgleichung
Im Folgenden bezeichnet {\displaystyle \Gamma (\cdot )} die Gammafunktion, die die Fakultät auf komplexe Zahlen verallgemeinert. Die Dirichletschen L-Funktionen erfüllen alle charakteristische Funktionalgleichungen, welche die Werte {\displaystyle L(s,\chi )} und {\displaystyle L(1-s,{\overline {\chi }})} in Verbindung bringen. Von manchen Autoren wird dabei (aus Gründen der Übersichtlichkeit) in den Fällen {\displaystyle \chi (-1)=\pm 1} unterschieden. 
Im Folgenden bezeichnet {\displaystyle {\mathcal {G}}(\chi )} die Gauß-Summe eines Charakters. Ist {\displaystyle \chi } ein primitiver Charakter modulo {\displaystyle m} und {\displaystyle \chi (-1)=1}, so gilt als Identität zwischen meromorphen Funktionen
{\displaystyle \pi ^{{\frac {1}{2}}(s-1)}m^{{\frac {1}{2}}(1-s)}\Gamma \left({\frac {1-s}{2}}\right)L(1-s,{\overline {\chi }})={\frac {\sqrt {m}}{{\mathcal {G}}(\chi )}}\pi ^{-{\frac {s}{2}}}m^{\frac {s}{2}}\Gamma \left({\frac {s}{2}}\right)L(s,\chi ).}
Ist {\displaystyle \chi } hingegen ungerade, also {\displaystyle \chi (-1)=-1}, folgt eine ähnliche Relation: 
{\displaystyle \pi ^{{\frac {1}{2}}(s-2)}m^{{\frac {1}{2}}(2-s)}\Gamma \left({\frac {2-s}{2}}\right)L(1-s,{\overline {\chi }})={\frac {\mathrm {i} {\sqrt {m}}}{{\mathcal {G}}(\chi )}}\pi ^{-{\frac {s+1}{2}}}m^{\frac {s+1}{2}}\Gamma \left({\frac {s+1}{2}}\right)L(s,\chi )}.

## Spezielle Funktionswerte
Im Kontext bestimmter Werte der Dirichletschen L-Funktionen sind die verallgemeinerten Bernoulli-Zahlen {\displaystyle B_{k,\chi }}, die sich via 
{\displaystyle \sum _{a=1}^{m}{\frac {\chi (a)z\mathrm {e} ^{az}}{\mathrm {e} ^{mz}-1}}=\sum _{k=0}^{\infty }{\frac {B_{k,\chi }}{k!}}z^{k}}
definieren lassen, eine tragende Rolle. 

### Funktionswerte für natürliche Zahlen
Für die Bestimmung von Funktionswerten an positiven natürlichen Stellen wird die Kennzahl 
{\displaystyle \delta ={\frac {1-\chi (-1)}{2}}}
genutzt. Diese ist 0, falls der Charakter gerade ist, ansonsten 1. Für positive ganze Zahlen {\displaystyle k}, so dass {\displaystyle k-\delta } eine gerade Zahl ist, gilt für primitive Charaktere modulo {\displaystyle m}:
{\displaystyle L(k,\chi )=(-1)^{1+(k-\delta )/2}{\frac {{\mathcal {G}}(\chi )}{2\mathrm {i} ^{\delta }}}\left({\frac {2\pi }{m}}\right)^{k}{\frac {B_{k,{\overline {\chi }}}}{k!}}.}
Dabei bezeichnet {\displaystyle {\mathcal {G}}(\chi )} die Gauß-Summe von {\displaystyle \chi }. Ist {\displaystyle \chi } gerade, reduziert sich das auf 
{\displaystyle L(2k,\chi )=(-1)^{1+k}{\frac {{\mathcal {G}}(\chi )B_{2k,{\overline {\chi }}}(2\pi )^{2k}}{2m^{2k}(2k)!}}.}
Für ungerade {\displaystyle \chi } hat man hingegen
{\displaystyle L(2k-1,\chi )=(-1)^{k}{\frac {{\mathcal {G}}(\chi )B_{2k-1,{\overline {\chi }}}(2\pi )^{2k-1}}{2\mathrm {i} m^{2k-1}(2k-1)!}}.}
In diesen Fällen lassen sich die entsprechenden L-Werte als algebraische Vielfache der Potenzen {\displaystyle \pi ^{2k}} darstellen. Damit gehören sie nach einem Satz von Ferdinand von Lindemann zu den transzendenten Zahlen. 
Über die jeweils anderen Werte, also {\displaystyle L(2k-1,\chi )} für gerade und {\displaystyle L(2k,\chi )} für ungerade Charaktere, ist bis heute sehr wenig bekannt. Man weiß in den Fällen {\displaystyle 2k-1,2k>1}, bis auf den Fall der Apery-Konstanten {\displaystyle \zeta (3)}, nicht einmal von einem dieser Werte, ob dieser irrational ist. Es wird jedoch vermutet, dass sie alle irrational sind. Ein wichtiger Spezialfall ist {\displaystyle m=4} und die Catalansche Konstante
{\displaystyle G=\beta (2)=1-{\frac {1}{3^{2}}}+{\frac {1}{5^{2}}}-{\frac {1}{7^{2}}}+{\frac {1}{9^{2}}}-{\frac {1}{11^{2}}}\pm \cdots ,}
deren Irrationalität bisher unbewiesen ist. Es ist aber zum Beispiel bekannt, dass unendlich viele Werte {\displaystyle \zeta (2k+1)} und {\displaystyle \beta (2k)} für {\displaystyle k\in \mathbb {N} } irrational sind.

### Für nicht-positive ganze Zahlen
Die Werte an positiven ganzen Stellen sind über die Funktionalgleichung mit denen an negativen ganzen Stellen verbunden. Es gilt für primitive Charaktere stets
{\displaystyle L(1-k,\chi )=-{\frac {B_{k,\chi }}{k}}}.
Daraus lassen sich alsbald die trivialen Nullstellen der L-Funktionen ablesen. Falls {\displaystyle k-\delta } ungerade ist, gilt {\displaystyle L(1-k,\chi )=0.} Einzige Ausnahme von dieser Regel bietet der Fall {\displaystyle m=1}, {\displaystyle k=1} und der triviale Charakter, denn es gilt {\displaystyle \zeta (0)=-{\tfrac {1}{2}}\neq 0}.

### Die WerteL(1,χ)
In diesem Abschnitt ist {\displaystyle \chi } kein Hauptcharakter. Die Zahlen {\displaystyle L(1,\chi )} sind in der Zahlentheorie von besonderem Interesse. Ihre Handhabung ist tendenziell schwieriger, insbesondere bei der Frage, ob {\displaystyle L(1,\chi )\neq 0}. Diese nicht-Verschwindungsaussage (non-vanishing theorem) ist ein zentraler Zwischenschritt zum Beweis des Dirichletschen Primzahlsatzes. 

#### Transzendenz
Ist {\displaystyle \chi } kein Hauptcharakter, so ist der Wert {\displaystyle L(1,\chi )} stets eine transzendente Zahl. Dies folgt aus dem Satz von Baker und der Relation 
{\displaystyle L(1,\chi )=\sum _{n=1}^{\infty }{\frac {1}{n}}\sum _{k=1}^{m}{\widehat {\chi }}(k)\mathrm {e} ^{2\pi \mathrm {i} kn/m}=-\sum _{k=1}^{m-1}{\widehat {\chi }}(k)\log \left(1-\mathrm {e} ^{2\pi \mathrm {i} k/m}\right).}
Hierbei sind die {\displaystyle {\widehat {\chi }}(k)} algebraische Zahlen und definiert durch die Identität 
{\displaystyle \chi (n)=\sum _{k=1}^{m}{\widehat {\chi }}(k)\mathrm {e} ^{2\pi \mathrm {i} nk/m}}.

#### Der Satz von Siegel
Ist der Charakter {\displaystyle \chi } reell, so gilt sogar stets {\displaystyle L(1,\chi )>0}. Carl Ludwig Siegel konnte diese Aussage verschärfen, indem er eine gleichmäßige Schranke für das Verhalten der {\displaystyle L(1,\chi )} für variierende Charaktere gab. Ist {\displaystyle \varepsilon >0} beliebig, so gibt es eine Konstante {\displaystyle C(\varepsilon )>0}, so dass für alle reellen primitiven Charaktere modulo {\displaystyle m} gilt
{\displaystyle L(1,\chi )>C(\varepsilon )m^{-\varepsilon }.}